# Kultura kulovitých amfor

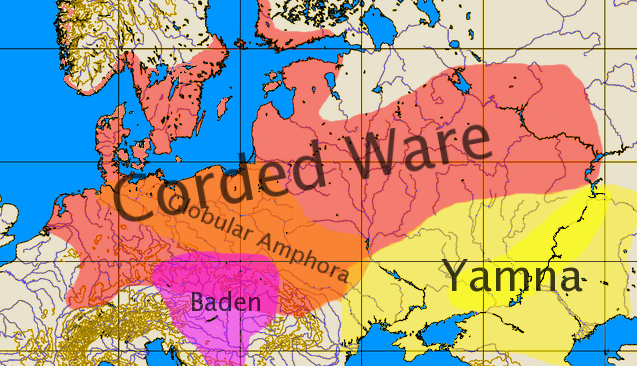
Rozšíření kultury kulovitých amfor (oranžově)

Kultura kulovitých amfor je archeologická kultura spadající do středního eneolitu. Podle kalibrovaných radiokarbonových dat je datována do doby mezi léta 3300/3200 až 2900/2800. Kultura kulovitých amfor dostala svůj název podle charakteristického typu keramické nádoby, kterým je amfora s téměř kulovitým či vakovitým tělem, s užším válcovitým hrdlem s 2–8 oušky nacházejícími se pod hrdlem a typickým bohatým zdobením na hrdle a plecích. Jako samostatný kulturní celek byla rozpoznána na konci 19. století. U Česku byla z počátku uváděna jako součást tzv. skupiny nordické a označována za keramiku meklenbursko-braniborskou, vyznačující se právě kulovitými nádobami s válcovitým hrdlem, zdobené vytlačovaným ornamentem, jejíž lid osídloval vrchy a ostrožny nad řekami.

## Vznik a rozšíření
Podle T. Wiślańského vznikla kultura kulovitých amfor na základě kontaktů mezi složkami podunajskými, které tvořily epilineární a lengyelské prvky, s megalitickým a mezolitickými skupinami na území dnešního Meklenburska, Braniborska, Pomořan, Velkopolska, Kujav a částečně Mazovska. Nedlouho po svém vzniku vytvořila řadu regionálních skupin, které se šířily jižním, ale i východním směrem a zabraly oblast od Posálí přes Poodří a Povislí až ke střednímu Dněpru. Na jihu zasahovala do Čech, na Moravu, do Malopolska, Haliče a Moldavska, na severu sahala až k Jutskému poloostrovu. Můžeme ji najít na severoněmeckých ostrovech včetně Rujany, v Pomoří a Pobaltských státech. Vzhledem k tomu, že se kultura kulovitých amfor až na výjimky vyskytuje tam, kde se dříve vyvíjely jednotlivé lokální skupiny kultury nálevkovitých pohárů, domnívají se někteří badatelé, že se kultura kulovitých amfor vyvíjela s přispěním právě této kultury. V Čechách a na Moravě je prvkem nesporně cizorodým a na jejím vývoji v Čechách se podílely dvě větve kultury kulovitých amfor, a to západní a slezská. Západní větev kultury kulovitých amfor postupovala proti proudu Labe ze saského Polabí do severozápadních a středních Čech, slezská větev pronikla do východní části země Poodřím na Opavsko a na Moravu. Nálezy západní skupiny kultury kulovitých amfor máme ve středních, severních, jihozápadních a západních Čechách. Keramiku lidu kultury kulovitých amfor nalézáme v Čechách také na řivnáčských a bošáckých sídlištích. Nálezy z řivnáčských sídlišť mohou dokládat fyzickou přítomnost nositelů kultury kulovitých amfor, ale také importy typického zboží (hlavně keramiky), či jeho imitaci. Slezská větev kultury kulovitých amfor se vyskytuje v českém Slezsku zvláště na Opavsko, na Moravě v okolí Olomoucka a na jevišovických sídlištích na jihozápadní Morava.

## Sídliště
Nálezy kultury kulovitých amfor jsou známy jak z nížinných sídlišť tak i z výšinných opevněných areálů. Lid kultury kulovitých amfor osídloval převážně vhodné polohy k zemědělství blízko vodních toků. Z území Čech známe nemnohé doklady nížinných sídlišť kultury kulovitých amfor, např. Lovosice – Schwarzenberská cihelna, Hrdlovka – Velký fírek, Kopisty, Dolní Zálezly. Z Moravy a Slezska jsou známa nížinná sídliště z Vávrovic, Opavy-Palhance, Kateřinek a Slavonína.

## Pohřební ritus
Hrobové nálezy kultury kulovitých amfor jsou v Česku známé jen z území Čech. Těla zemřelých byla ukládána do hrobů ve skrčené poloze. V hrobech je uložena většinou jedna kostra, vzácněji i více. Není však znám případ samostatného pohřbu ženy nebo dítěte. Na území Čech se nalézají jen ojedinělé pohřby. Předpokládá se že šlo o pohřby náčelníků 

### Pohřebiště
V Blšanech na Lounsku byl objeven dvojhrob, ve kterém byl pohřben starý muž ve skrčené poloze na pravém boku. Vedle něj byla kostra malého dítěte uložená ve skrčené poloze na levém boku hlavou obrácenou k muži. U hlavy muže stála amfora a bernburský koflík. Jedna amfora se také nalézala u jeho nohou.
V Předměřicích nad Labem ve 2,5 metru hlubokém hrobě ležela na pravém boku skrčená kostra starého muže. Jako milodar byly přiloženy amfora, džbán a čtyři lebky rozprostřené kolem amfory. Dvě patřily starším mužům a dvě starším chlapcům.

## Periodizace
Ve slezské větvi kultury kulovitých amfor jsou rozeznávány nejméně dvě vývojové fáze a to starší bez šňůrové ornamentace a mladší s bohatou šňůrovou ornamentací.

## Artefakty

### Keramika
Podrobněji byla zpracována jen keramika západní větve, keramika slezské větve je velmi torzovitá a její členění zatím nebylo podrobněji zpracováno. Výzdoba se vyskytuje výhradně na hrdle a plecích. Na hrdle má plošný charakter a je tvořena z různých kombinací kolků, vpichů a otisků šňůry tvořící dekory kosočtverců a trojúhelníků. Dekor plecí připomíná třásně, použití výzdobných technik je podobné jako u hrdel nádob. Na užitkových tvarech je výzdoba omezena na pupky, plastické lišty, linie nehtových záseků oddělující hrdlo od plecí. U slezské větve je příznačné bohaté zdobení otisky šňůry. Příznačné jsou různé obloučkovité motivy nebo motiv do sebe vkládaných krokvic. Výjimečně se vyskytuje rytá výzdoba.
Amfory

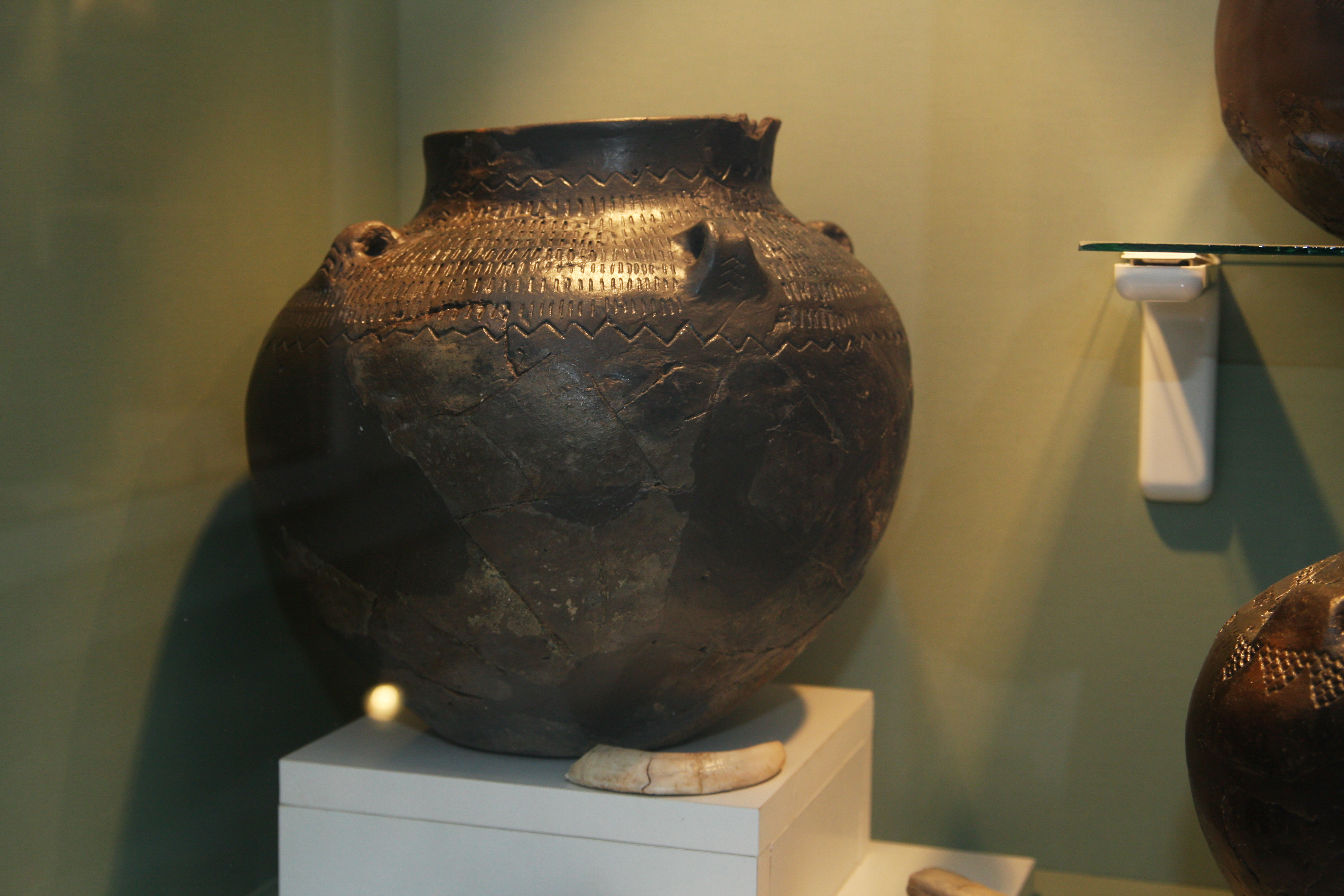
Čtyřuchá amfora

1. dvojuché amfory s užším hrdlem a oblým dnem
2. čtyřuché amfory se širokým hrdlem a oblým dnem
3. šesti- až sedmiuché amfory s oblým dnem
4. dvouuché amfory s měkce nasazeným cylindrickým hrdlem
5. čtyřuché amfory s vakovitým tělem

Mísy
1. mísy s odsazeným hrdlem, oblým spodkem a dvojicí svisle provrtaných oušek
2. mísy s odsazeným a plochým dnem
3. mísy s plynule esovitým tělem s lištou či linií pupíků na rozhraní hrdla a plecí
4. dvojkónické zásobní mísy
5. mísy se zataženým okrajem a plochým dnem

Hrnce
1. hrnce s vejčitým tělem a odsazeným hrdlem
2. soudkovité hrnce s nevýrazným esovitým profilem
3. dvojuché dvojkónické hrnce

Džbány
1. džbán s kulovitým tělem, cylindrickým hrdlem a širokým páskovým uchem (příznačný pro slezskou větev)

Koflíky
1. koflíky tzv. bernburského typu
2. koflíky s cibulovitým spodkem, s cylindricky až nálevkovitě rozevřeným hrdlem a širokým páskovým uchem

Bubny
1. bubny tzv. bernburského typu - dvojkónické tvary s věncem výběžků těsně pod okrajem a s ouškem v horní části

Keramický inventář kultury kulovitých amfor doplňují cívka s plnou hřídelí z lokality Opava-Palhanec a tyčkovitý idol nalezený v Opavě.

### Kamenná industrie
1. sekeromlaty s týlovým hřebenem
2. pazourkové štípané sekery, následně přebroušené
3. broušené sekery
4. štípaná pazourková dláta, následně přebroušená
5. zrnotěrky

### Kostěná a parohová industrie a jiné artefakty
1. šídla
2. dláta
3. jantarové korálky a závěsky různých tvarů
4. provrtané perleťové kroužky (patrně tvořily náhrdelník, našly se v hrobě v Brozanech)

## Badatelé
- Evžen Neustupný
- Milan Zápotocký
- Jiří Pavelčík
- Miroslav Dobeš
- Josef Ladislav Píč
- Albín Stocký
- Lubor Niederle